# ФК Болоња
ФК Болоња (итал. Bologna F.C. 1909) је италијански фудбалски клуб из Болоње, Емилија-Ромања. Клуб је основан 1909, а домаће утакмице игра на стадиону Ренато Дал'Ара, капацитета 38.279 места. Тренутно се такмичи у Серији А.

## Трофеји

### Национални
- Серија А : 7

1924/25, 1928/29, 1935/36, 1936/37, 1938/39, 1940/41, 1963/64.
- Куп Италије : 3

1969/70, 1973/74, 2024/25.
- Серија Б : 2

1987/88, 1995/96.
- Серија Ц : 1

1994/95.

### Међународни
- Митропа куп : 3

1932, 1934, 1961.
- Интертото куп : 1

1998.
- Англо-италијански Лига куп : 1

1970.

## Болоња у европским такмичењима
| УЕФА такмичење                         | ИГ | Д  | Н  | П  | ГД  | ГП | Најбољи резултат                       |
| -------------------------------------- | -- | -- | -- | -- | --- | -- | -------------------------------------- |
| Куп европских шампиона / Лига шампиона | 10 | 2  | 3  | 5  | 5   | 10 | 1. коло (1964/65.)                     |
| Куп победника купова                   | 4  | 1  | 2  | 1  | 4   | 4  | Шеснаестина финала (1970/71, 1974/75.) |
| Куп сајамских градова                  | 20 | 11 | 6  | 3  | 33  | 16 | Полуфинале (1967/68.)                  |
| УЕФА куп                               | 28 | 13 | 8  | 7  | 43  | 27 | Полуфинале (1998/99.)                  |
| Интертото куп                          | 12 | 7  | 2  | 3  | 22  | 12 | Победник (1998.)                       |
| Укупно                                 | 74 | 34 | 21 | 19 | 107 | 69 |                                        |